# Эберт, Макс
Макс Эберт (4 августа 1879, Штендаль — 15 ноября 1929, Берлин) — немецкий историк первобытного общества, известный по своим исследованиям о Прибалтике и Юге России.

## Биография
Макс Эберт изучал историю и германистику в университетах Иннсбрука, Хайдельберга, Галле и Берлина, получив докторскую степень, защитив диссертацию о стиле письма Генриха Гейне. В 1906—1914 годах он работал ассистентом в доисторическом департаменте Берлинского государственного музея, участвовав в раскопках в Курляндии и на юге России.
В 1922 году Эберт работал профессором доисторической эпохи в университете Кёнигсберга, и в то же время профессором в университете Риги (1922—1924). В 1927 году был назначен профессором доисторической эпохи в университете Берлина.

## Работы
- Der stil der Heineschen jugendprosa (рус. Стиль прозы Генриха Гейна), 1903
- Die baltischen Provinzen Kurland, Livland, Estland (рус. Балтийские провинции Курляндия, Ливония, Эстония), 1913
- Führer durch die vor- und frühgeschichtliche Sammlung (рус. Путеводитель по до- и раннеисторической эпохе), 1914
- Südrussland im Altertum (рус. Южная Россия в древности)
- Reallexikon der Vorgeschichte (рус. Реальный доисторический лексикон), 1924
- Truso: Vortrag (рус. Трусо: лекции), 1926
- Südrussland (Skytho-Sarmatische Periode) (рус. Южная Россия (скифско-сарматский период)), 1928

Также Эберт был редактором журнала «Vorgeschichtliches Jahrbuch für die Gesellschaft für vorgeschichtliche Forschung» (рус. Предварительный ежегодный сборник Общества доисторических исследований).